# Sukau Rajo
Sukau Rajo is een bestuurslaag in het regentschap Lebong van de provincie Bengkulu, Indonesië. Sukau Rajo telt 284 inwoners (volkstelling 2010).